# 黃得時

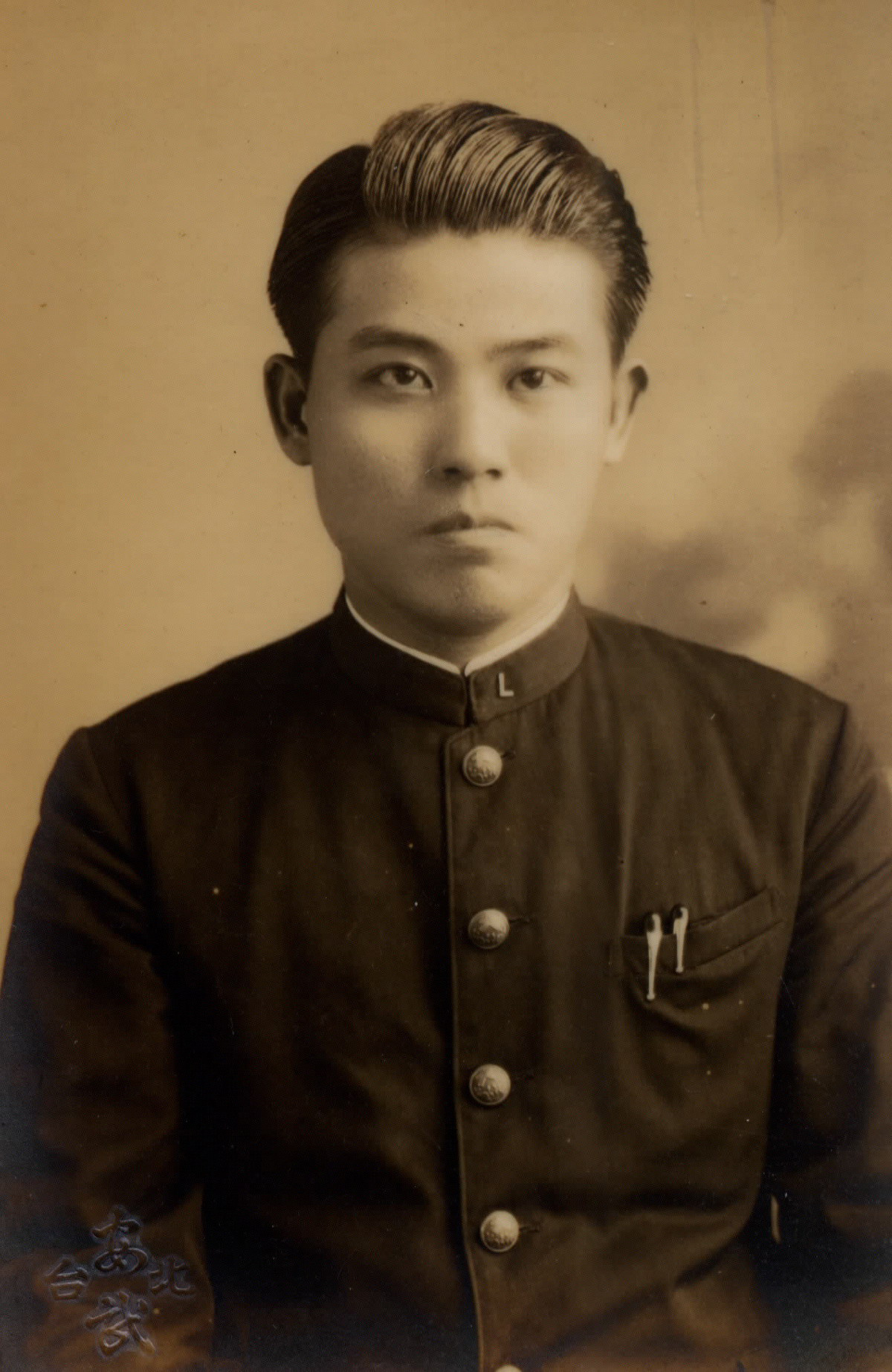
黃得時肖像

黃得時（1909年11月5日—1999年2月18日），台灣中國文學、台灣文學研究者、記者、作家、翻譯家，新北市樹林區人。曾為臺灣大學教授。在創作上體例上跨越新舊文類，在書寫語言上涵括漢文與日文。歷史研究方面更多方擴及至臺灣文學史、臺北區域史、臺灣寺廟史、五四運動研究及日本文化史建構研究。除此之外，其先後任職多家文藝報刊雜誌，提攜許多文藝創作後輩，對兒童文學的重視、民間歌謠與歌仔冊的研究整理，以及布袋戲的研究，在在顯示出他學術的全面與多元，其一生歷經三次中風，但仍力學不輟，令人感佩，有「台灣文學的活字典」之稱。

## 生平
黃得時出生於新北市樹林區，父親黃純青（1875ㄧ1956）是海山郡鶯歌庄長及臺灣總督府評議會會員，黃得時與其父皆受教於秀才王作霖於樹林創設之仰山書房（樹林國小前身），習經史子集傳統漢學。
1917年進入樹林公學校。1923年進入板橋公學校高等科。1924年考入臺北州立第二中學（台北二中，現在的台北市立成功高級中學）。1929年曾負笈前往日本就讀早稻田第二高等學院，半年後因無法適應氣候而返臺。1930年進入臺北高等學校文科甲類就讀，主修英文。1933年考入臺北帝國大學文政學部東洋文學科，專攻中國文學、日本文學。
1937年3月，黃得時自臺北帝國大學文政學部畢業。同年4月起，任職《臺灣新民報》學藝部，主編漢文、日文副刊，其後更成為該報文化部長、社論委員，此外還曾推出以日文改寫的《水滸傳》，於《臺灣新民報》連載長達五年。
1944年3月，全島六家報紙遭官方統合為《臺灣新報》，並曾任職該報文化部，不久離職。1945年 12月，國民政府接收《臺灣新報》後改名《臺灣新生報》，遂重返崗位擔任副總編輯，同時受聘為臺灣大學先修班教授及教務主任。1946年，獲聘為臺大文學院副教授。1947年，離開《臺灣新生報》，專心投入教育與著述事業。

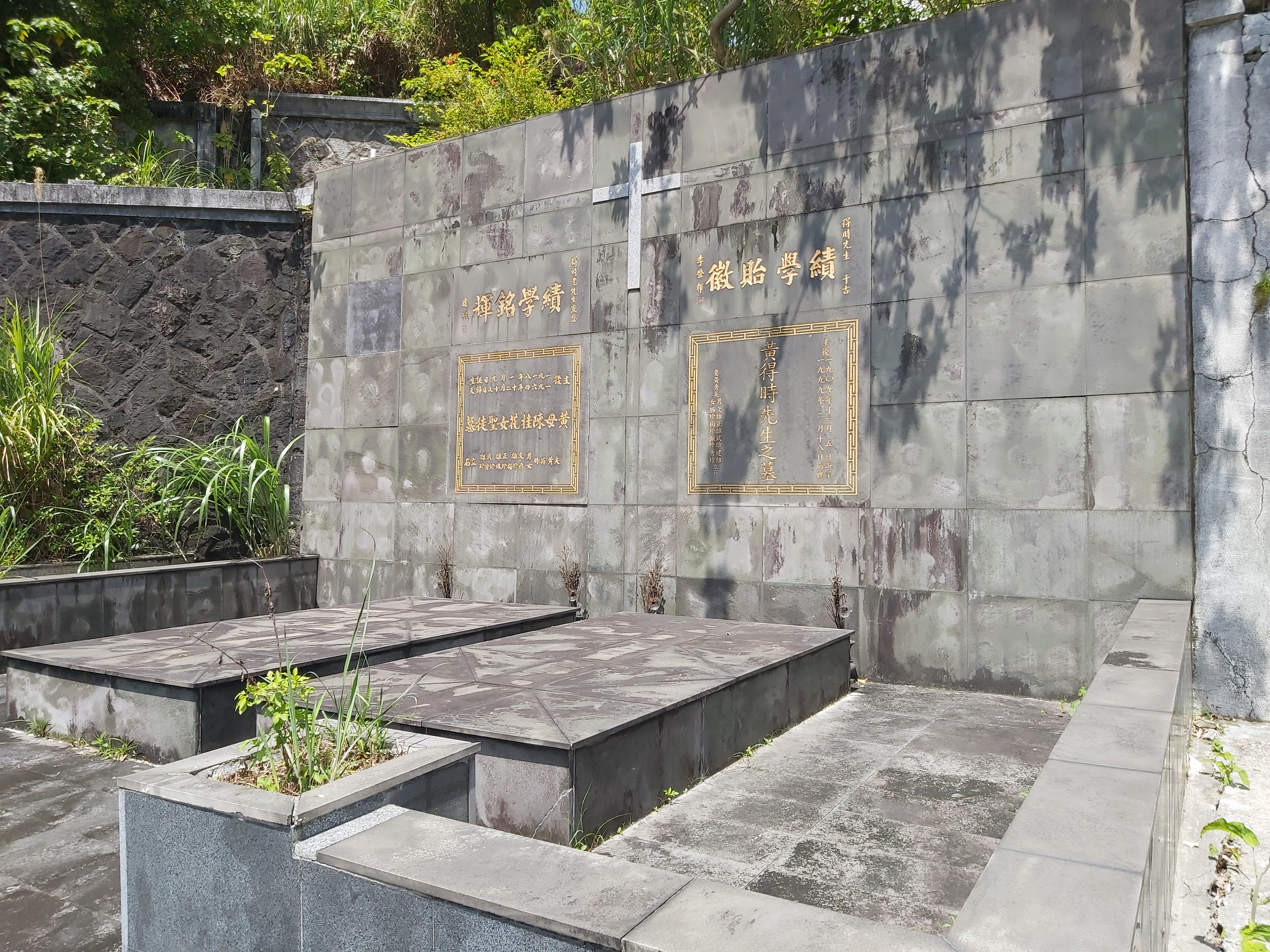
陽明山第一公墓內的黃得時墓

1948年8月1日轉任中國文學系本科副教授。1955年升中國文學系正教授，1980年退休，轉為特約教授，兼任到1983年。自臺大中文系退休後，投入臺灣文學史的研究與撰寫，然因年老體衰，三度中風，於 1999年2月18日逝世，享壽91歲。

## 文學活動
黃得時在高等學校、大學期間即展現對文學的熱忱，積極投入各式文藝活動。1933年初，以高校生的身分在《臺灣新民報》先後連載隨筆〈乾坤袋〉（50回）、論文〈中國國民性與文學特殊性〉（32回）。1933 年10月，與廖毓文、郭秋生等組成「臺灣文藝協會」，於隔年7月發行機關刊物《先發部隊》，並有文章登於該刊；1935年1月，《先發部隊》更名為《第一線》，其中仍發表不少作品。1934年5月6日，黃純青、黃得時父子連袂出席在臺中召開的全島文藝大會，與全臺作家一同組成「臺灣文藝聯盟」； 1935年11月，楊逵等人因為理念不同而退出臺灣文藝聯盟，另組 「臺灣新文學社」，發行 《臺灣新文學》，黃得時曾在該刊發表短篇小說〈橄欖〉、評論等。1936年12月，中國新文學作家郁達夫訪臺，黃得時除出席相關會議外，也在《臺灣新民報》上連載二十餘回〈達夫片片〉的專論。1937年2月完成畢業論文《詞的研究》，惜因戰時局勢緊張而無法出版。
1939年，《臺灣日日新報》文藝欄編輯西川滿與詩人北原政吉、臺籍作家吳新榮、楊雲萍、黃得時、龍瑛宗等人組成「臺灣詩人協會」，發行《華麗島》詩刊，並於其中發表日文短詩；次年，西川滿將該會改組為「臺灣文藝家協會」，並發行《文藝臺灣》，黃得時亦有多篇文章刊登。
1940年7月，《民俗臺灣》創刊，黃得時名列六位發起人之一，陸續在該刊發表有關臺灣民俗的文章。
1941年5月，張文環、黃得時、王井泉、中山侑等人退出臺灣文藝家協會，另組「啟文社」，發行《臺灣文學》，成為戰爭時期與《文藝臺灣》分庭抗禮的代表刊物；其研究臺灣文學史的幾篇重要著作均發表於此。
戰後，黃得時持續對文史的高度關注，長期活躍於文藝界。曾加入「臺灣文化協進會」，並擔任台北市文獻委員會委員，致力保存臺灣文獻與文化，歷任《臺灣新生報》副總編輯、《國語日報》董事、臺北瀛社副社長等要職。在學術上，黃得時潛心研究臺灣文學、中日比較文學；另著有散文集《臺灣遊記》（商務，1967）、古典詩集《黃得時詩選》（瀛社，1969）、臺灣史論如《臺北市發展史》（台北市文獻會，1981）、《臺灣的文化與文獻》（臺灣風物，1990）、《南明研究與臺灣文化》（臺灣風物，1993）等。此外，黃得時也注重兒童教育和兒童文學，出版《千里尋母記》、 《聖經的故事》等兒童讀物，並創辦《東方少年》雜誌，廣受讀者歡迎。

## 獲獎與文物捐贈
黃得時於1988年得到中國文藝協會頒發的中國文藝獎章榮譽文藝獎的文藝教育獎。同年將其父親黃純青之手稿日記等千餘件，悉數捐出，其中包含「二二八日記」手稿、二二八事件處理委員會臂章、梁啟超遊台所作詩詞原稿、梁啟超致林獻堂之親筆信等珍貴史料。1995年得國家文藝獎。

## 外部連結
- 文學文物典藏系統：
- 政大圖書館>民俗台灣 人物介紹-黃得時 （页面存档备份，存于）
- 國立台灣文學館文學知識平台>小事典>7月，黃得時發表〈臺灣文學史序說〉系列文章於《臺灣文學》[永久]
- 閱讀華文臺北-華文文學資訊平台>作家資料庫>作家作品檢索>黃得時 （页面存档备份，存于）
- 台灣新文學史-陳芳明教授主講-【黃得時-〈台灣文學史序說〉一】 （页面存档备份，存于）
- 台灣新文學史-陳芳明教授主講-【黃得時-〈台灣文學史序說〉二】 （页面存档备份，存于）
- 台灣新文學史-陳芳明教授主講-【黃得時-〈台灣文學史序說〉三】 （页面存档备份，存于）